# Babaef
Babaef (también llamado Jnumbaef) fue un príncipe de la cuarta dinastía del Antiguo Egipto. Probablemente era hijo de Duanre y, por tanto, nieto del faraón Jafra. Durante el reinado de Shepseskaf, el último gobernante de la cuarta dinastía, ejerció el cargo de chaty, siendo el más alto funcionario después del rey.
| R7 | E10 | bA | f |

| R7 | E10 | bA | f |

## Tumba

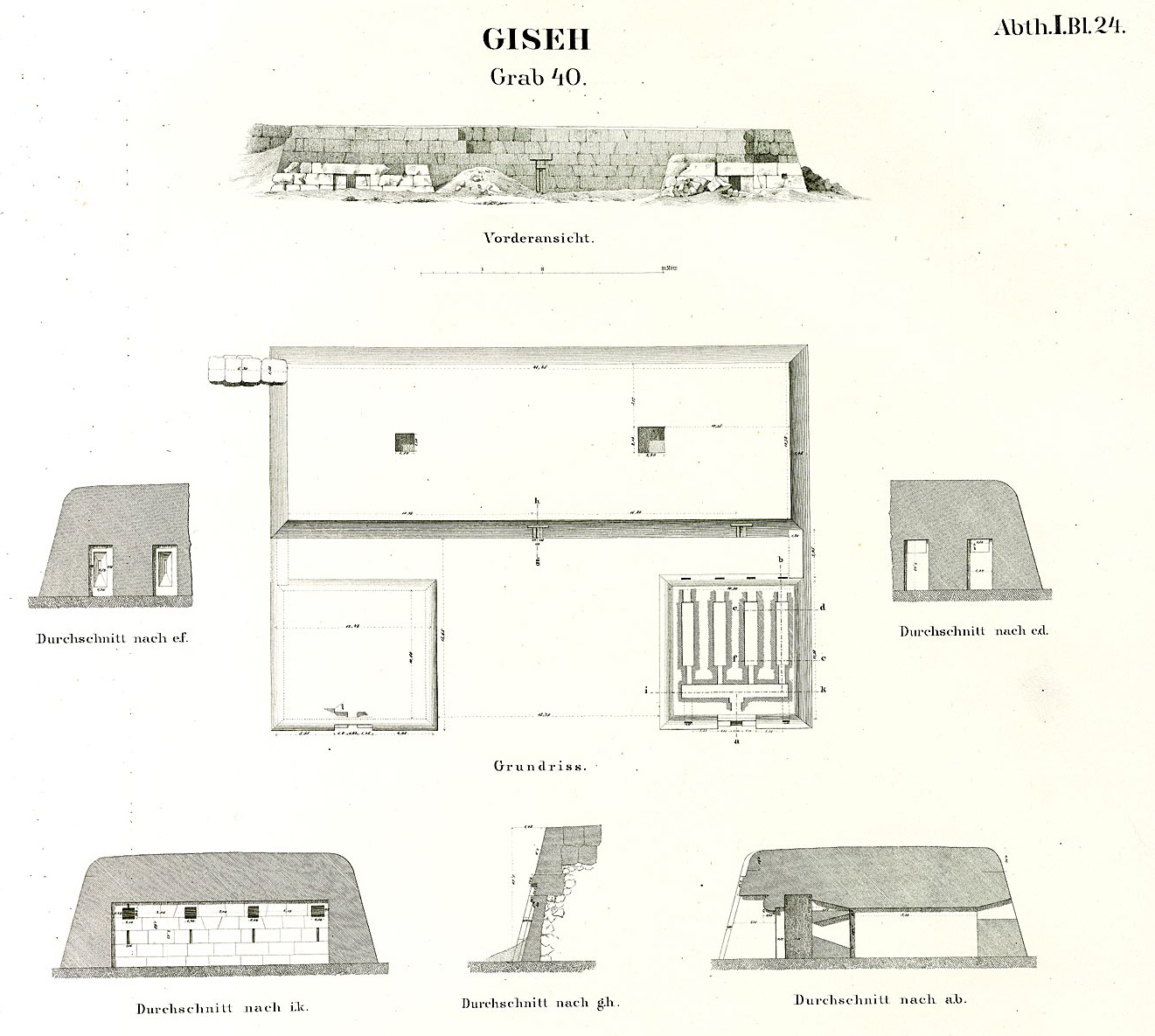
Vista frontal, planta y secciones transversales de la tumba G5230 según Lepsius.

Babaef fue enterrado en la mastaba G5230 de la necrópolis occidental de la Pirámide de Jufu, una de las mejor conservadas de este cementerio. Mide 12,78 m x 41,25 m, y está construida con bloques de piedra. En el lado oriental está la entrada, con un patio anterior con dos serdab. Lepsius estudió esta mastaba y le dio la referencia G40.
Parece que no fue decorada, pero se han encontrado al menos trece estatuas, unas completas, y otras en fragmentos. Las estatuas son de granito negro, rosa, alabastro y piedra caliza, y se encuentran depositadas en el Museo de Bellas Artes de Boston, en el Metropolitano de Nueva York y en el de Historia y Arte de Viena. Algunas de ellas se encontraban en la fachada, otras en el serdab. Un sarcófago de granito rosa, que está ahora en el Museo Egipcio en El Cairo, parece provenir de esta mastaba. Entre las mejores se encuentra una que representa a Babaef como escriba, conservada en Boston, de 36 x 25.2 x 19 cm y otra de alabastro encontrada en el serdab, que le representa en pie, del Museo de Historia del Arte de Viena.